# کانوا (ویرجینیا)
کانوا (به انگلیسی: Canova) یک منطقهٔ مسکونی در ایالات متحده آمریکا است که در شهرستان پرنس ویلیام، ویرجینیا واقع شده‌است. کانوا ۱۰۹٫۱۲ متر بالاتر از سطح دریا واقع شده‌است.